# Leichtathletik-Europameisterschaften 2014/100 m der Frauen

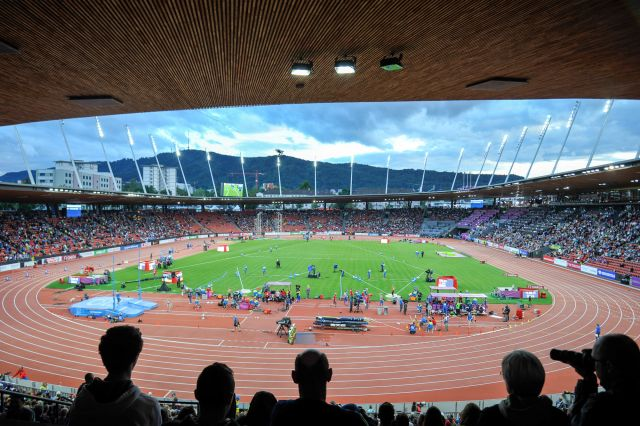
Das Letzigrund-Stadion während der Europameisterschaften 2014

Der 100-Meter-Lauf der Frauen bei den Leichtathletik-Europameisterschaften 2014 wurde am 13. und 14. August 2014 im Letzigrund-Stadion von Zürich ausgetragen.
Europameisterin wurde die Niederländerin Dafne Schippers, die zwei Tage darauf auch den Titel über 200 Meter errang. Sie gewann vor der französischen EM-Dritten von 2010 Myriam Soumaré, die über 200 Meter 2010 Europameisterin und 2012 EM-Dritte war. Hier in Zürich errang sie über 200 Meter erneut Bronze. Die Britin Ashleigh Nelson kam auf den dritten Platz.

## Rekorde

### Bestehende Rekorde
| Weltrekord           | 10,49 s | Florence Griffith-Joyner | Indianapolis, USA   | 16. Juli 1988   |
| Europarekord         | 10,73 s | Christine Arron          | EM Budapest, Ungarn | 18. August 1998 |
| Meisterschaftsrekord | 10,73 s | Christine Arron          | EM Budapest, Ungarn | 18. August 1998 |

Der bestehende EM-Rekord wurde bei diesen Europameisterschaften nicht erreicht. Die schnellste Zeit erzielte die spätere Vizeeuropameisterin Myriam Soumaré aus Frankreich im dritten Vorlauf mit 11,03 s bei einem Gegenwind von 0,4 m/s, womit sie genau vier Zehntelsekunden über dem Rekord, gleichzeitig Europarekord, blieb. Zum Weltrekord fehlten ihr 54 Hundertstelsekunden.

### Rekordverbesserungen
Es wurden zwei neue Landesrekorde aufgestellt:
- 11,32 s – Mujinga Kambundji (Schweiz), erster Vorlauf am 12. August bei einem Gegenwind von 0,6 m/s
- 11,20 s – Mujinga Kambundji (Schweiz), drittes Semifinale am 13. August bei Windstille

## Legende
Kurze Übersicht zur Bedeutung der Symbolik – so üblicherweise auch in sonstigen Veröffentlichungen verwendet:
| NR    | Nationaler Rekord                        |
| NU23R | Nationaler U23-Rekord                    |
| DNF   | Wettkampf nicht beendet (did not finish) |

## Vorrunde
Die Vorrunde wurde in fünf Läufen durchgeführt. Die ersten vier Athletinnen pro Lauf – hellblau unterlegt – sowie die darüber hinaus vier zeitschnellsten Läuferinnen – hellgrün unterlegt – qualifizierten sich für das Halbfinale.

### Vorlauf 1

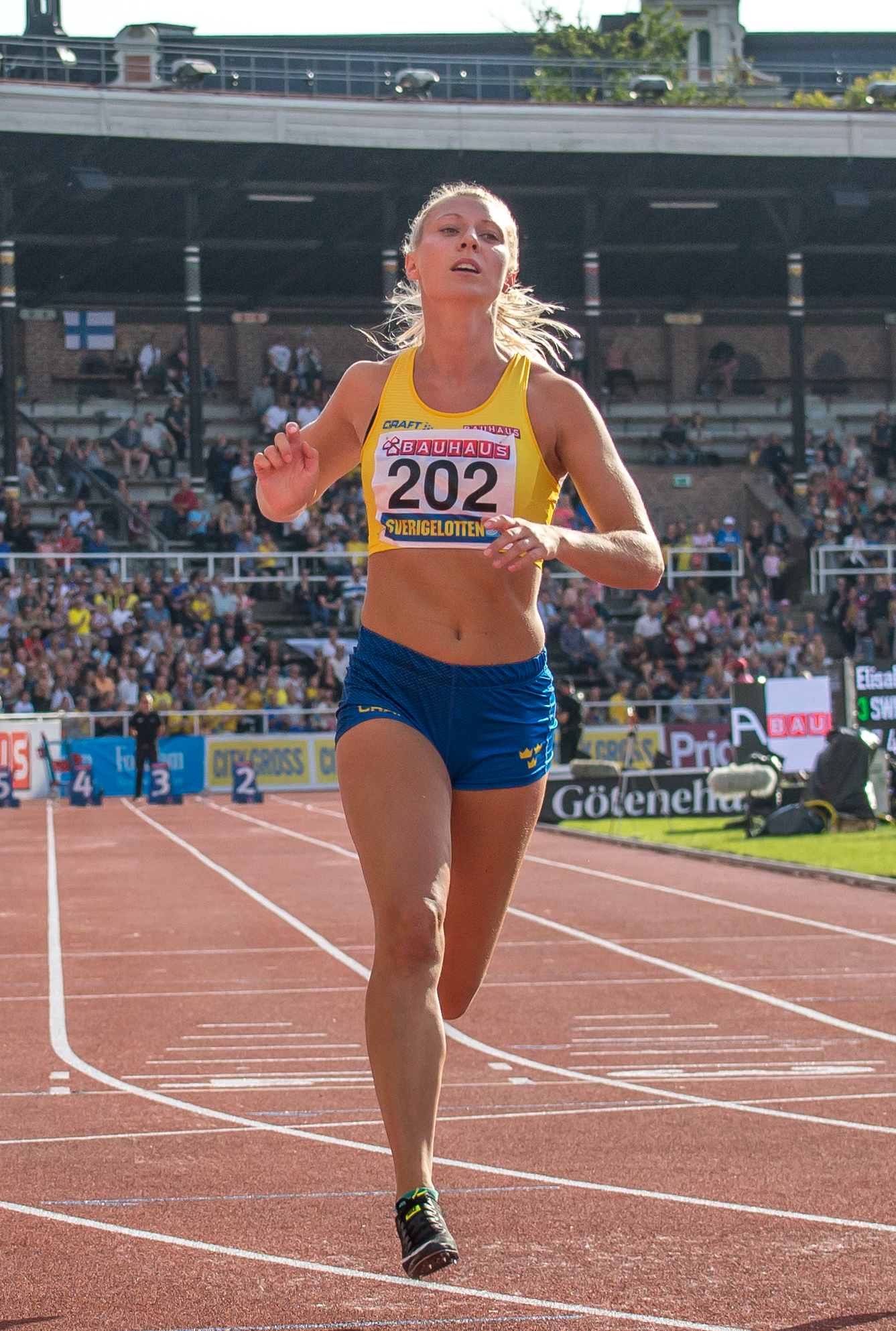
Daniella Busk schied als Fünfte ihres Vorlaufs aus

12. August 2014, 11:42 Uhr
Wind: −0,6 m/s
| Platz | Name              | Nation       | Zeit (s)       |
| ----- | ----------------- | ------------ | -------------- |
| 1     | Mujinga Kambundji | Schweiz      | 11,32 NR/NU23R |
| 2     | Tatjana Pinto     | Deutschland  | 11,41          |
| 3     | Andreea Ogrăzeanu | Rumänien     | 11,45          |
| 4     | Jamile Samuel     | Niederlande  | 11,46          |
| 5     | Daniella Busk     | Schweden     | 11,76          |
| 6     | Carla Tavares     | Portugal     | 11,78          |
| 7     | Martina Pretelli  | San Marino   | 12,68          |
| DNF   | Maria Gatou       | Griechenland |                |

### Vorlauf 2
12. August 2014, 11:49 Uhr
Wind: −0,4 m/s
| Platz | Name               | Nation         | Zeit (s) |
| ----- | ------------------ | -------------- | -------- |
| 1     | Dafne Schippers    | Niederlande    | 11,10    |
| 2     | Desirèe Henry      | Großbritannien | 11,21    |
| 3     | Ayodelé Ikuesan    | Frankreich     | 11,32    |
| 4     | Lina Grinčikaitė   | Litauen        | 11,51    |
| 5     | Amy Foster         | Irland         | 11,51    |
| 6     | Marisa Lavanchy    | Schweiz        | 11,65    |
| 7     | Alexandra Bezeková | Slowakei       | 11,87    |

### Vorlauf 3
12. August 2014, 11:56 Uhr
Wind: +0,2 m/s
| Platz | Name                | Nation         | Zeit (s) |
| ----- | ------------------- | -------------- | -------- |
| 1     | Verena Sailer       | Deutschland    | 11,25    |
| 2     | Asha Philip         | Großbritannien | 11,28    |
| 3     | Hanna-Maari Latvala | Finnland       | 11,30    |
| 4     | Inna Eftimowa       | Bulgarien      | 11,42    |
| 5     | Olessja Powch       | Ukraine        | 11,43    |
| 6     | Ramona Papaioannou  | Zypern         | 11,64    |
| 7     | Kristina Žumer      | Slowenien      | 11,85    |
| 8     | Estefania Sebastian | Andorra        | 12,46    |

### Vorlauf 4

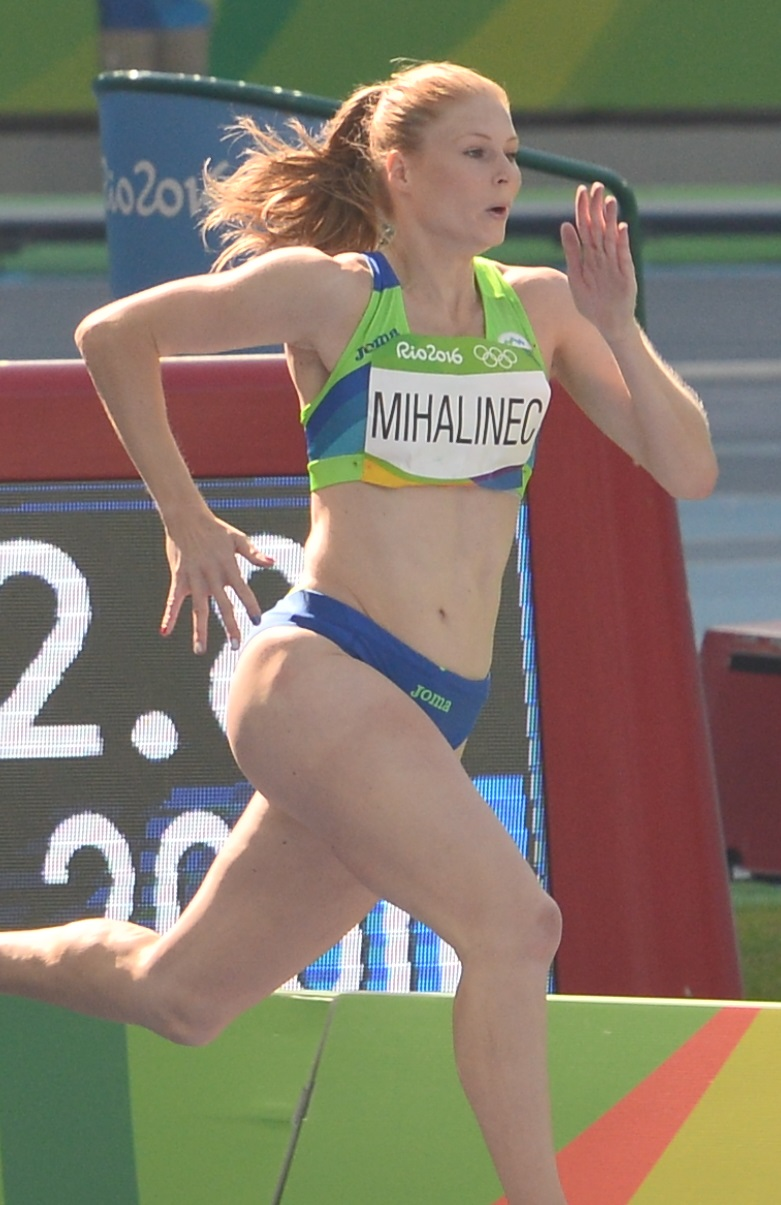
Ihr sechster Platz reichte Maja Mihalinec nicht für das Halbfinale

12. August 2014, 12:03 Uhr
Wind: −0,4 m/s
| Platz | Name                | Nation       | Zeit (s) |
| ----- | ------------------- | ------------ | -------- |
| 1     | Myriam Soumaré      | Frankreich   | 11,03    |
| 2     | Ezinne Okparaebo    | Norwegen     | 11,24    |
| 3     | Natalija Pohrebnjak | Ukraine      | 11,37    |
| 4     | Audrey Alloh        | Italien      | 11,44    |
| 5     | Georgia Kokloni     | Griechenland | 11,46    |
| 6     | Maja Mihalinec      | Slowenien    | 11,52    |
| 7     | Lenka Kršáková      | Slowakei     | 11,74    |

### Vorlauf 5

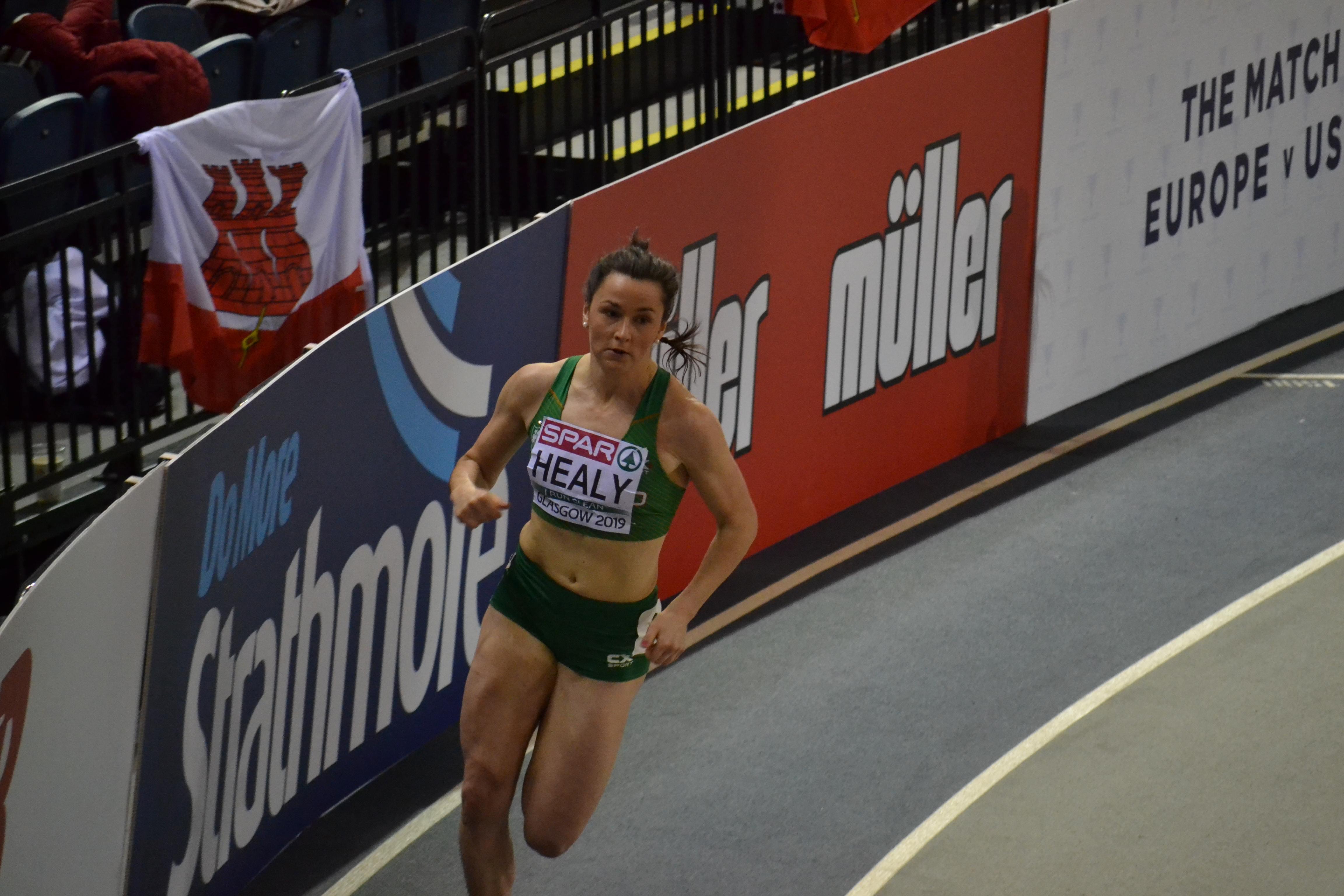
Phil Healy scheiterte mit Rang sechs in ihrem Rennen in der Vorrunde

12. August 2014, 12:10 Uhr
Wind: +0,8 m/s
| Platz | Name                 | Nation         | Zeit (s) |
| ----- | -------------------- | -------------- | -------- |
| 1     | Iwet Lalowa          | Bulgarien      | 11,17    |
| 2     | Ashleigh Nelson      | Großbritannien | 11,19    |
| 3     | Céline Distel-Bonnet | Frankreich     | 11,25    |
| 4     | Rebekka Haase        | Deutschland    | 11,35    |
| 5     | Irene Siragusa       | Italien        | 11,47    |
| 6     | Phil Healy           | Irland         | 11,53    |
| 7     | Estela García        | Spanien        | 11,72    |

## Halbfinale
Aus den drei Halbfinalläufen qualifizierten sich die jeweils ersten beiden Athletinnen – hellblau unterlegt – sowie die darüber hinaus zwei zeitschnellsten Läuferinnen – hellgrün unterlegt – für das Finale.

### Lauf 1

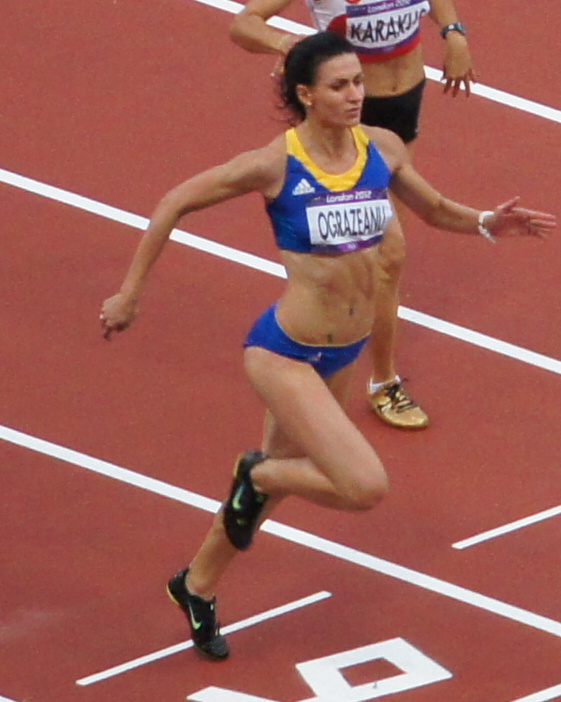
Andreea Ogrăzeanu – ausgeschieden mit 11,44 s, auf Rang drei
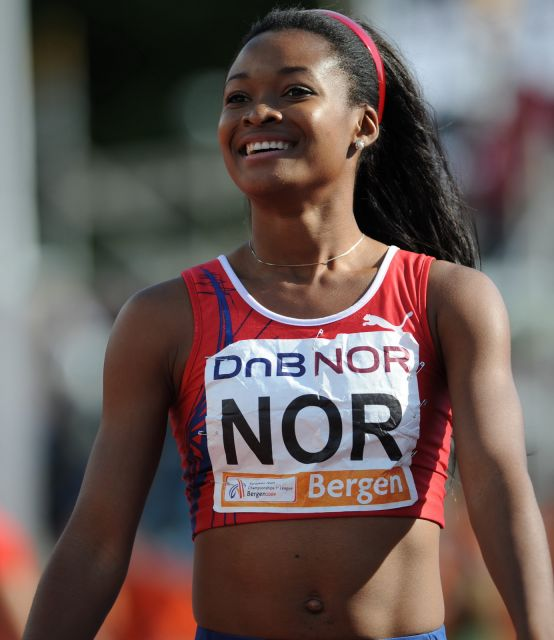
Ezinne Okparaebo – ausgeschieden als Vierte in 11,46 s,

13. August 2014, 18:50 Uhr
Wind: −1,9 m/s
| Platz | Name                | Nation         | Zeit (s) |
| ----- | ------------------- | -------------- | -------- |
| 1     | Myriam Soumaré      | Frankreich     | 11,17    |
| 2     | Ashleigh Nelson     | Großbritannien | 11,23    |
| 3     | Andreea Ogrăzeanu   | Rumänien       | 11,44    |
| 4     | Ezinne Okparaebo    | Norwegen       | 11,46    |
| 5     | Rebekka Haase       | Deutschland    | 11,52    |
| 6     | Jamile Samuel       | Niederlande    | 11,54    |
| 7     | Hanna-Maari Latvala | Finnland       | 11,57    |
| 8     | Amy Foster          | Irland         | 11,79    |

Weitere im ersten Semifinale ausgeschiedene Sprinterinnen:

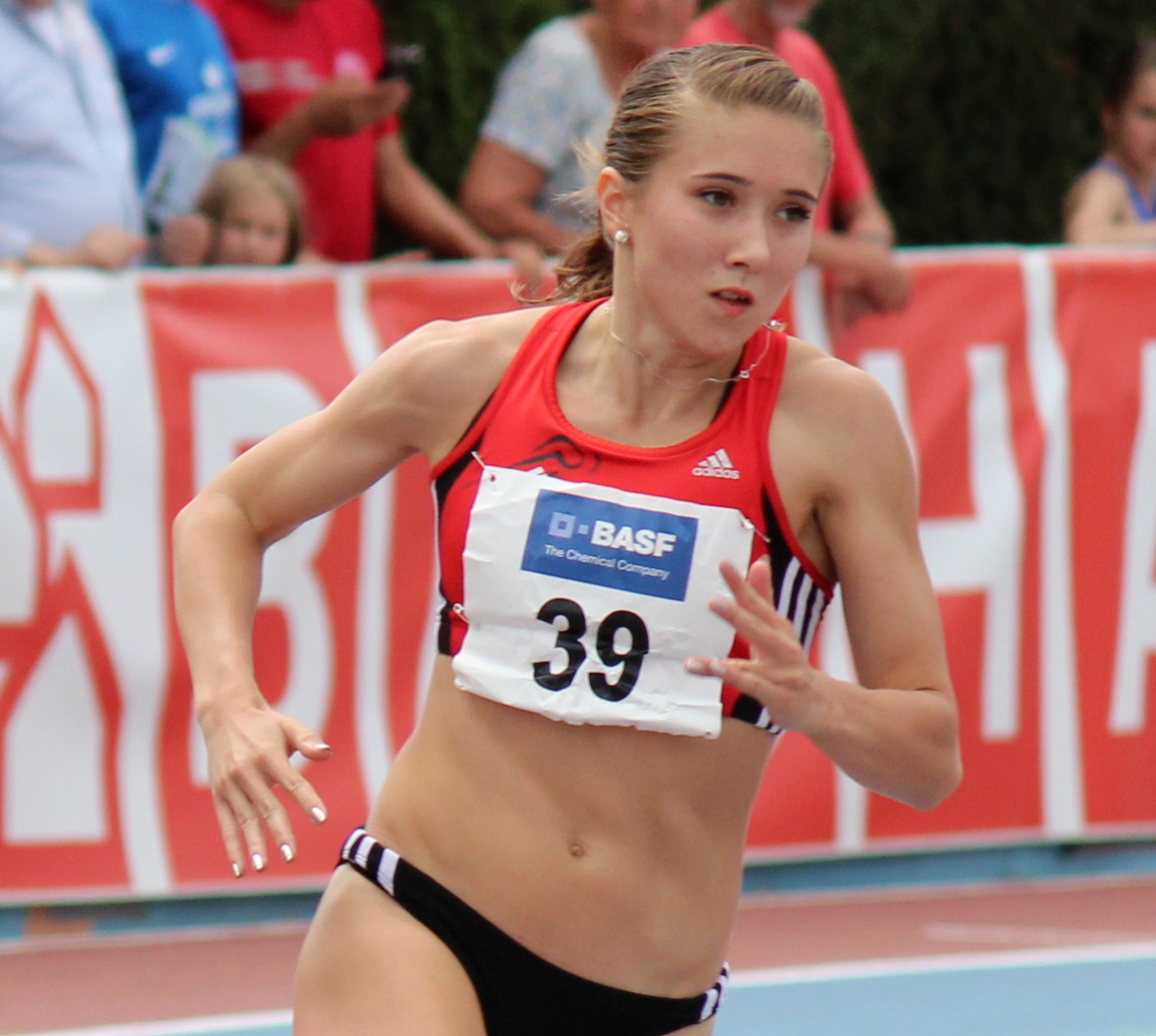
Rebekka Haase – 11,52 s, Rang fünf
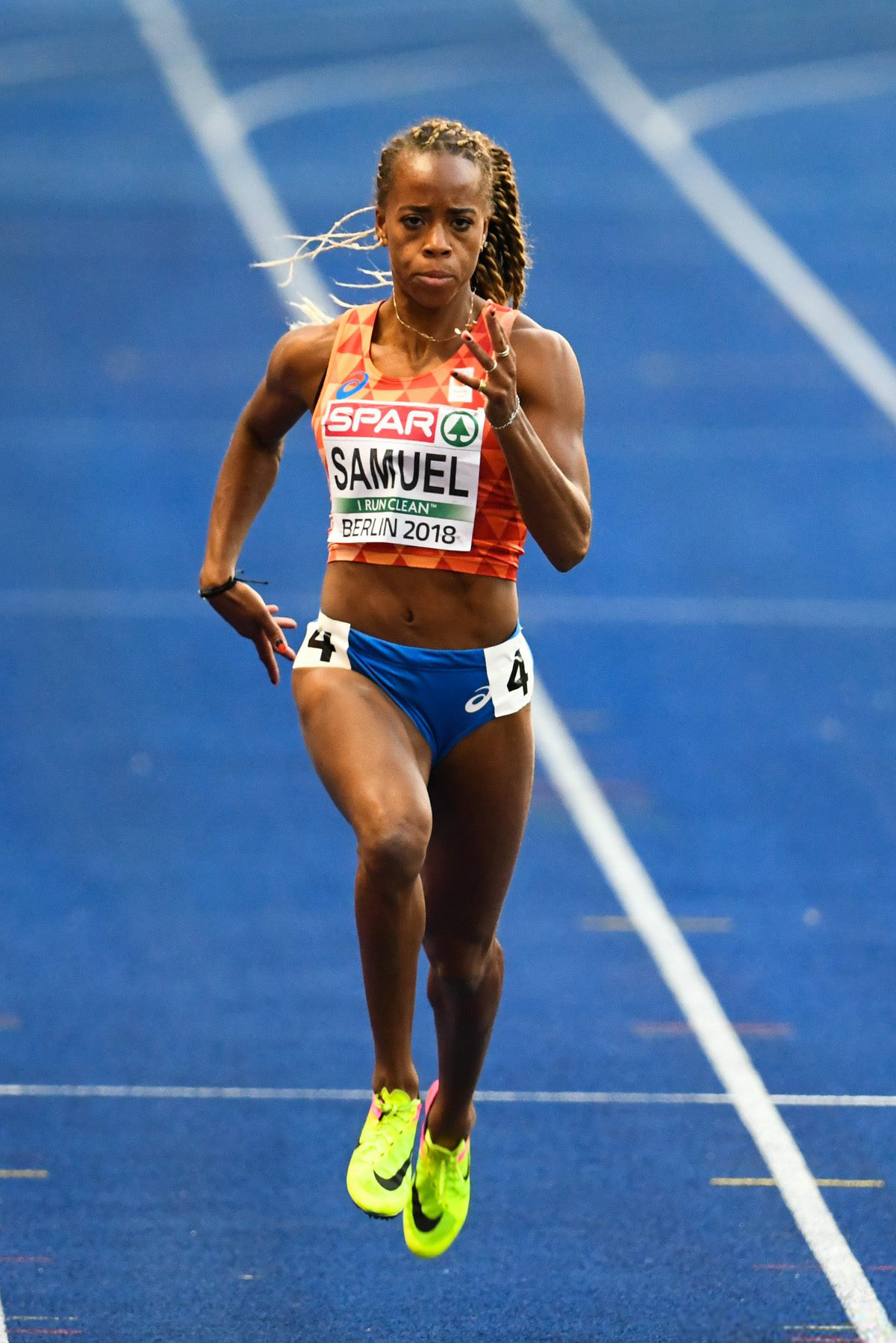
Jamile Samuel – 11,54 s, Rang sechs
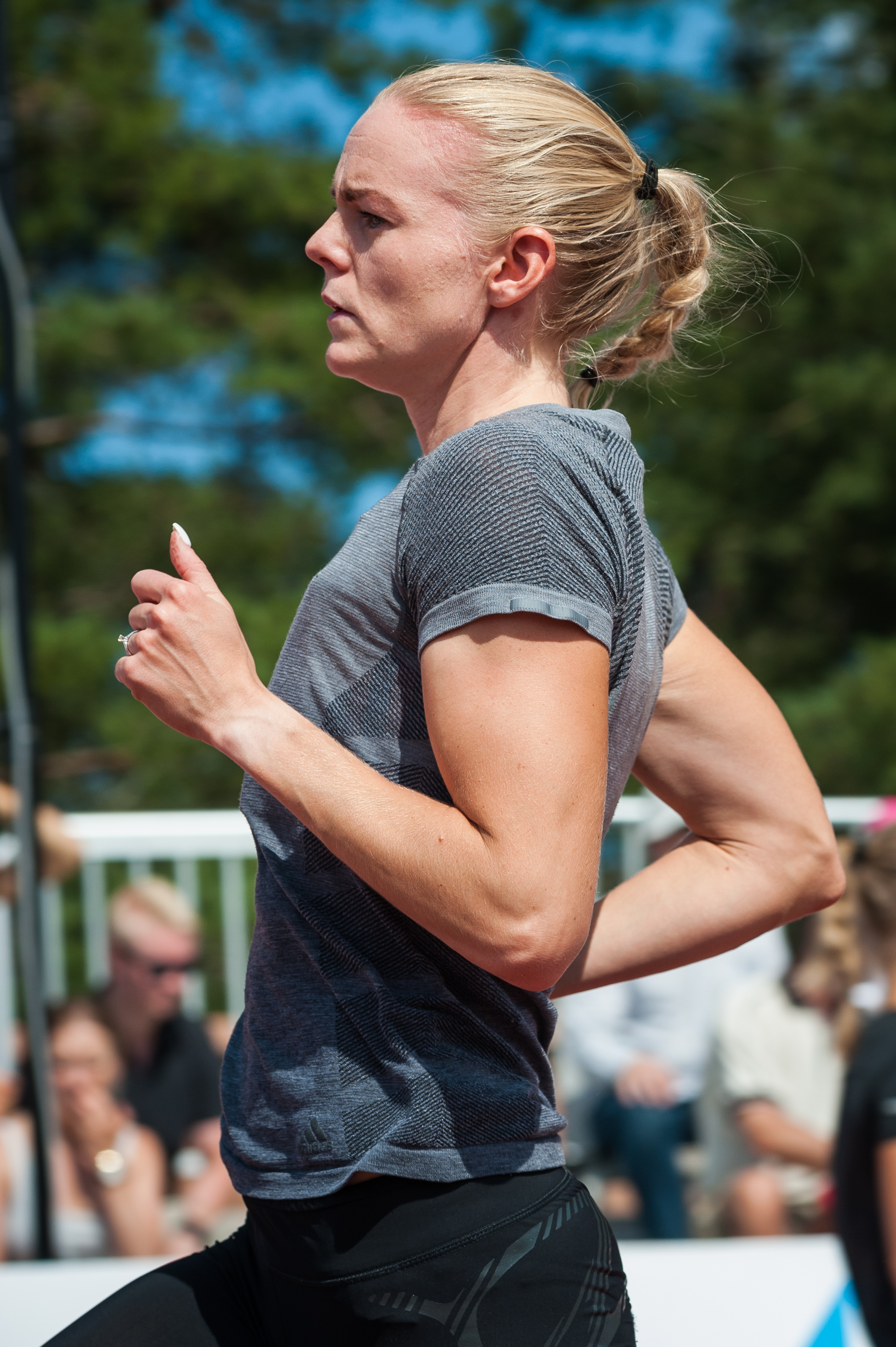
Hanna-Maari Latvala – 11,57 s, Rang sieben

### Lauf 2

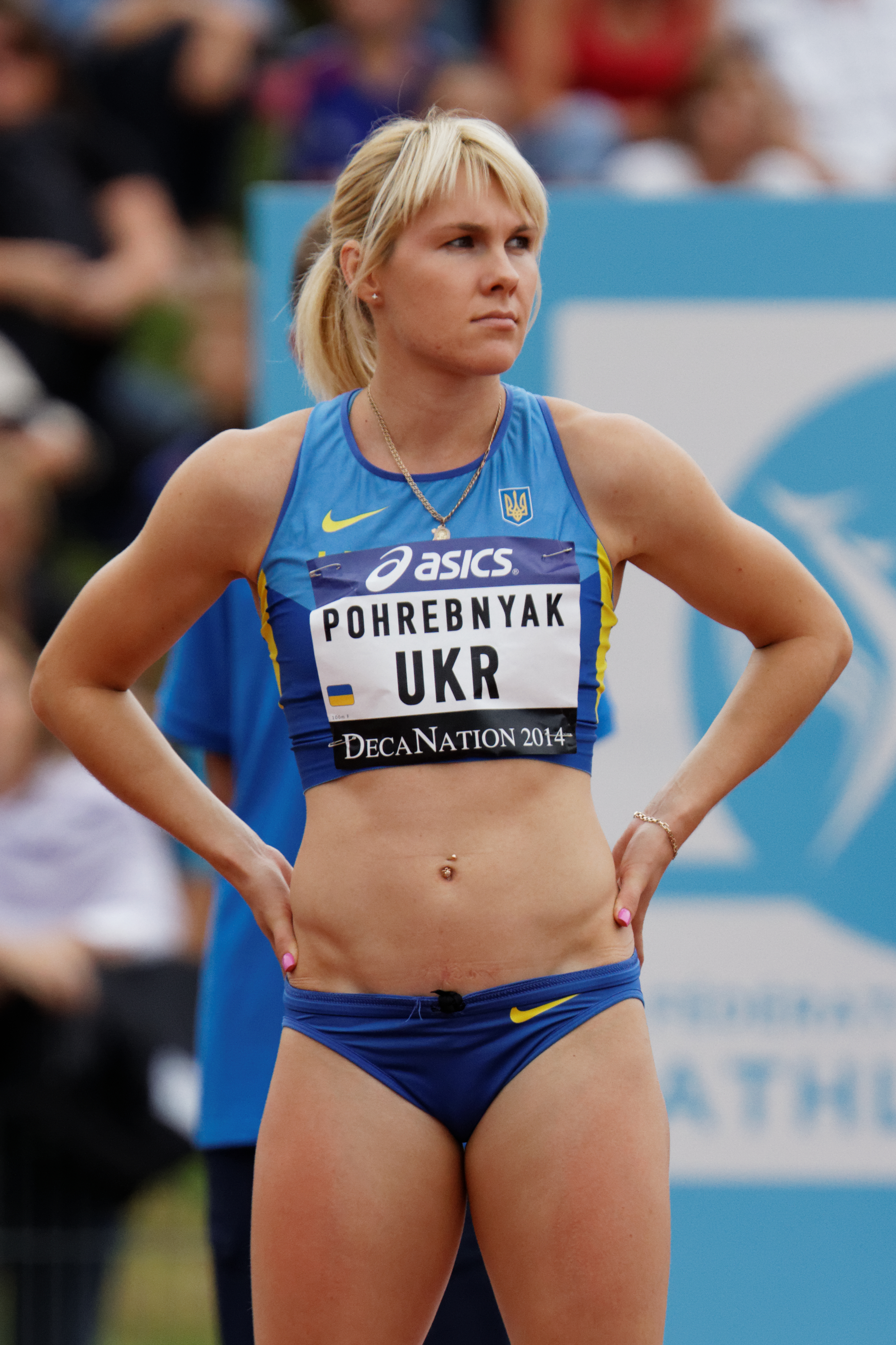
Natalija Pohrebnjak – 11,30 s, Rang vier
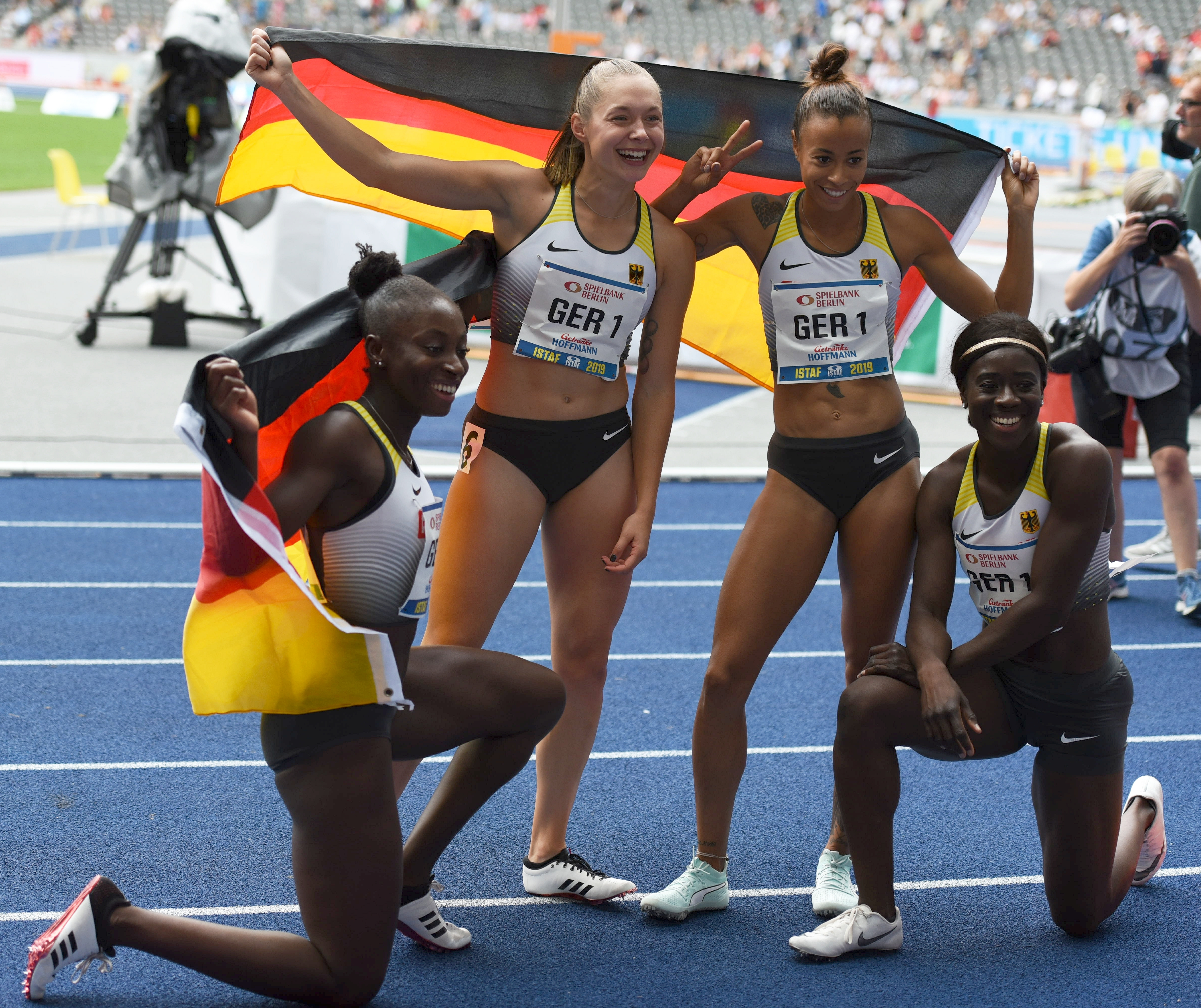
Tatjana Pinto (rechts) – 11,48 s, Rang fünf
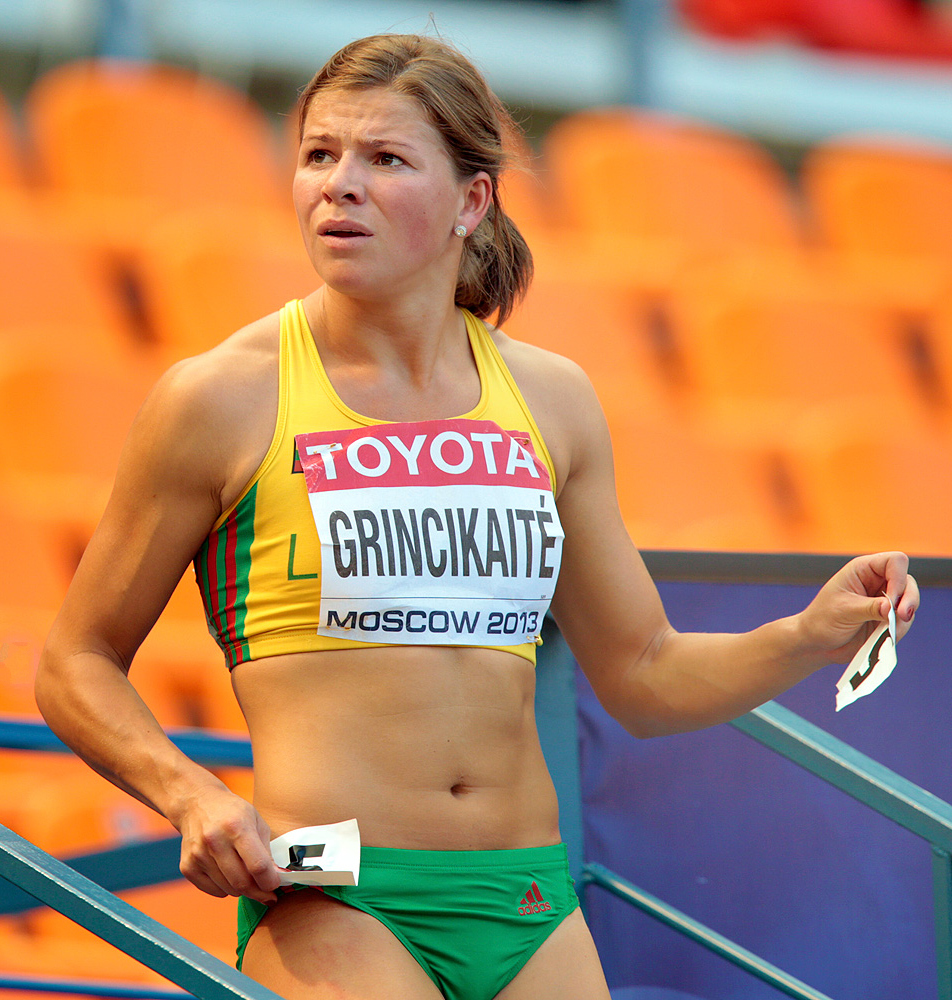
Lina Grinčikaitė – 11,52 s, Rang sieben
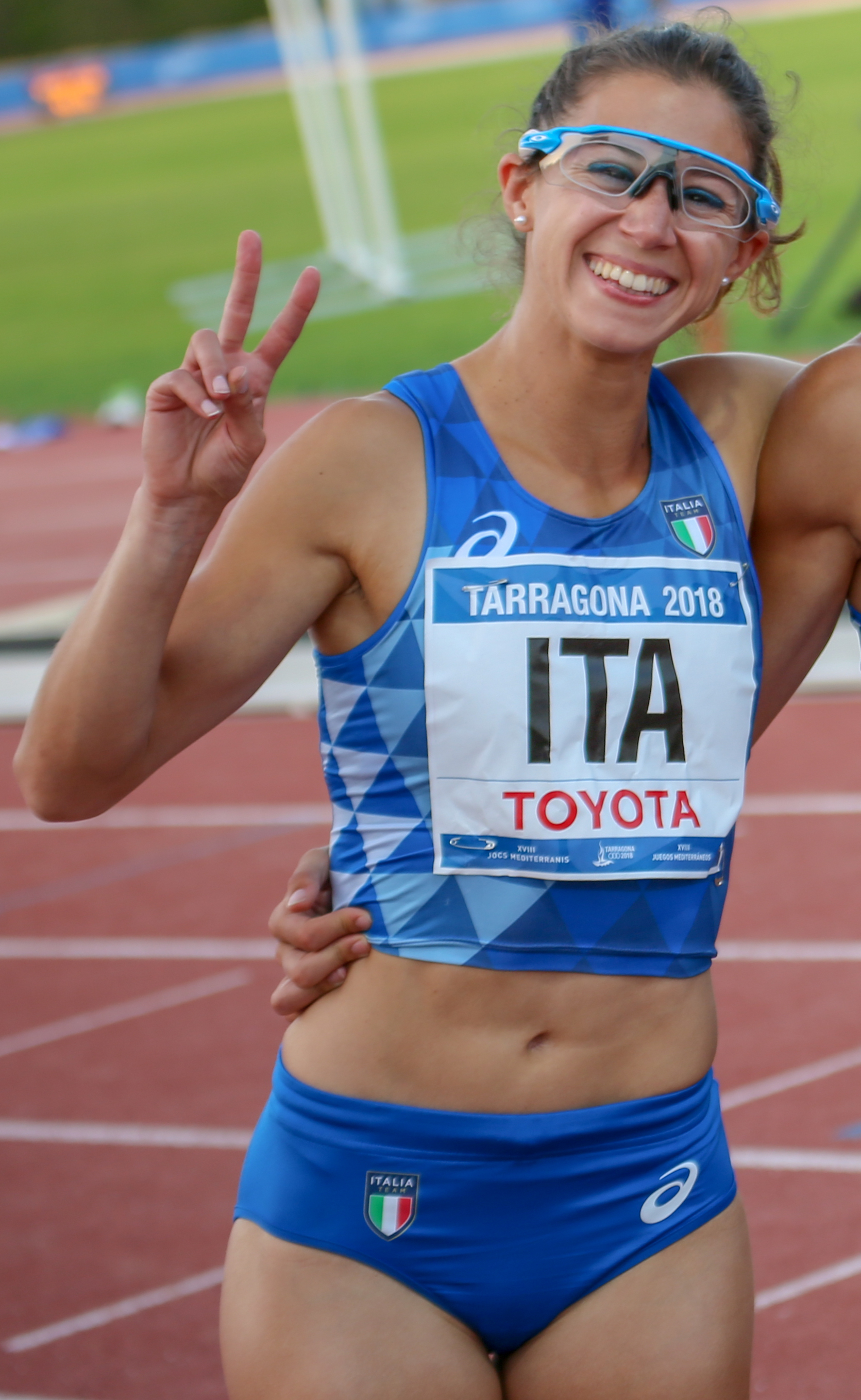
Irene Siragusa – 11,53 s, Rang acht

13. August 2014, 18:59 Uhr
Wind: +0,6 m/s
| Platz | Name                 | Nation         | Zeit (s) |
| ----- | -------------------- | -------------- | -------- |
| 1     | Dafne Schippers      | Niederlande    | 11,08    |
| 2     | Desirèe Henry        | Großbritannien | 11,21    |
| 3     | Céline Distel-Bonnet | Frankreich     | 11,24    |
| 4     | Natalija Pohrebnjak  | Ukraine        | 11,30    |
| 5     | Tatjana Pinto        | Deutschland    | 11,48    |
| 6     | Inna Eftimowa        | Bulgarien      | 11,49    |
| 7     | Lina Grinčikaitė     | Litauen        | 11,52    |
| 8     | Irene Siragusa       | Italien        | 11,53    |

### Lauf 3

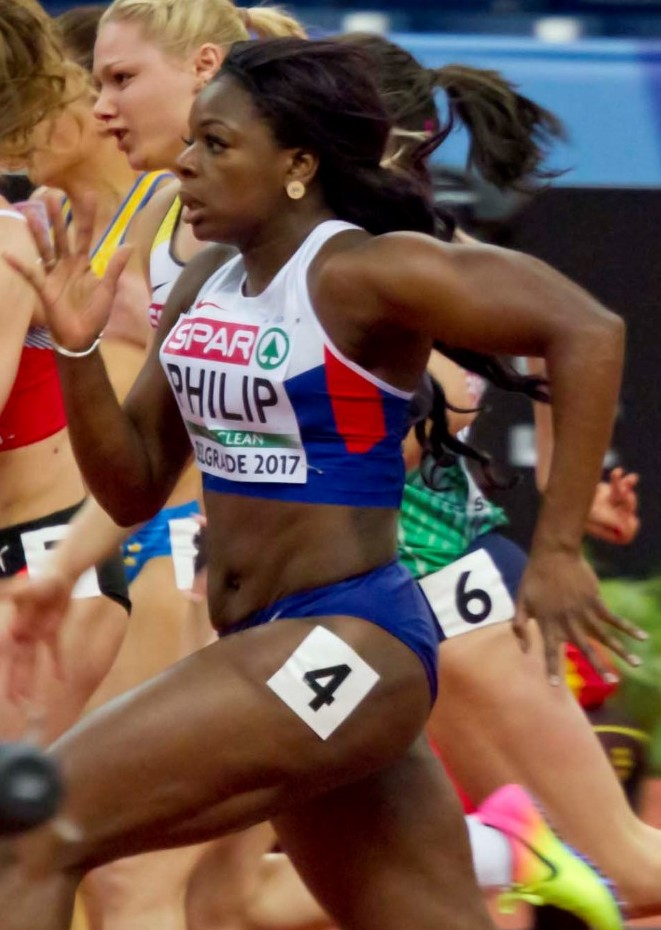
Asha Philip – 11,24 s, Rang vier
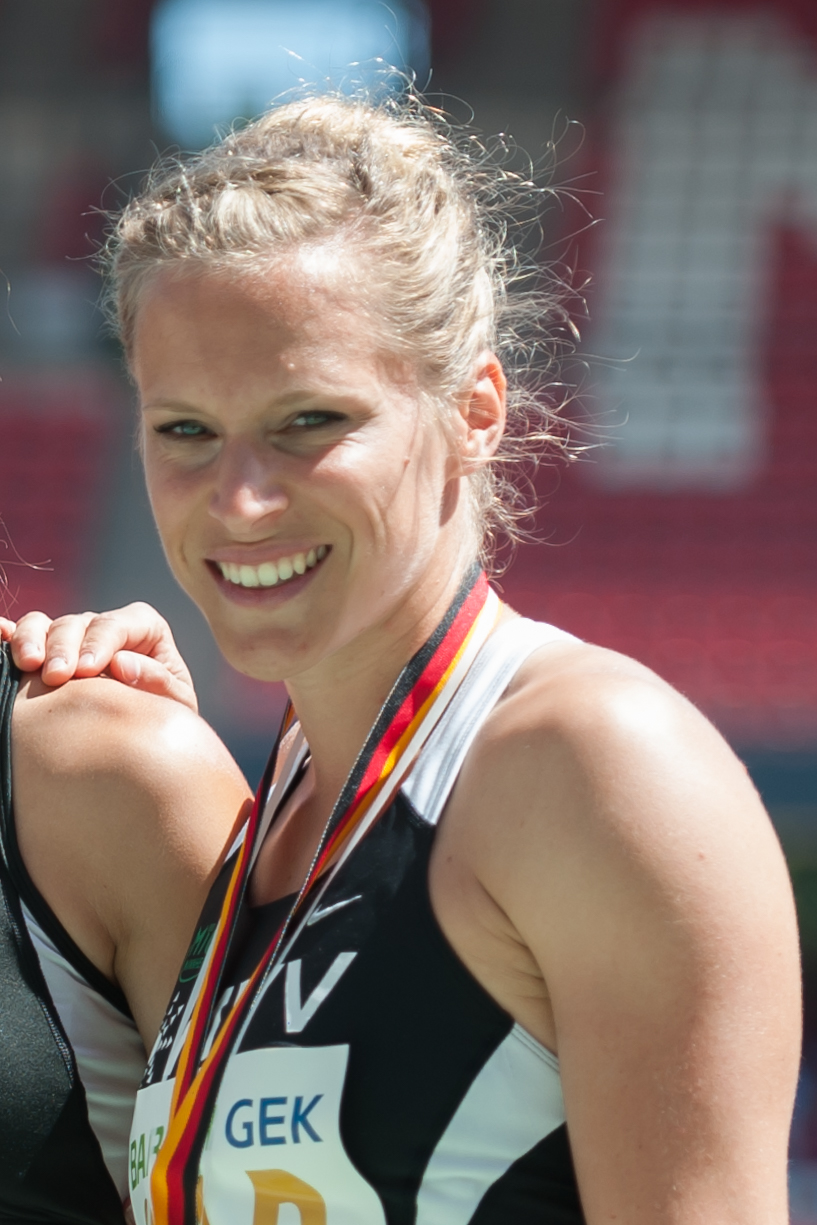
Verena Sailer (Europameisterin von 2010) – 11,24 s, Rang fünf
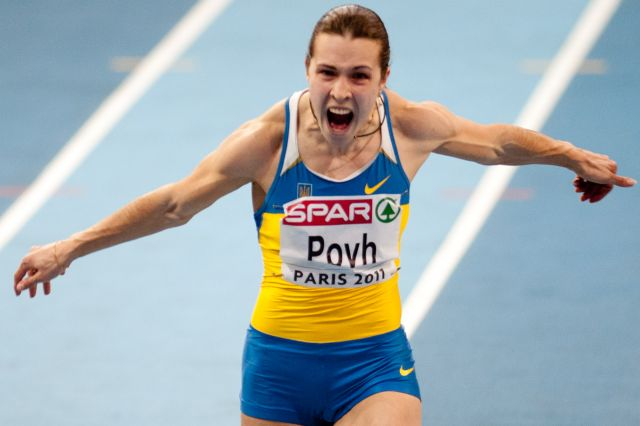
Olessja Powch (Vizeeuropameisterin von 2012) – 11,42 s, Rang sechs
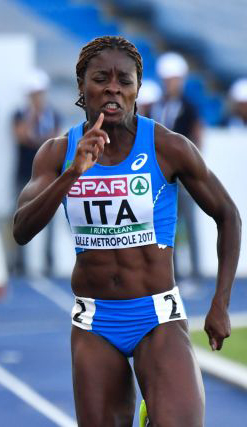
Audrey Alloh – 11,45 s, Rang sieben

13. August 2014, 19:02 Uhr
Wind: ±0,0 m/s
| Platz | Name              | Nation         | Zeit (s)       |
| ----- | ----------------- | -------------- | -------------- |
| 1     | Iwet Lalowa       | Bulgarien      | 11,15          |
| 2     | Mujinga Kambundji | Schweiz        | 11,20 NR/NU23R |
| 3     | Ayodelé Ikuesan   | Frankreich     | 11,22          |
| 4     | Asha Philip       | Großbritannien | 11,24          |
| 5     | Verena Sailer     | Deutschland    | 11,24          |
| 6     | Olessja Powch     | Ukraine        | 11,42          |
| 7     | Audrey Alloh      | Italien        | 11,45          |
| 8     | Georgia Kokloni   | Griechenland   | 11,69          |

## Finale

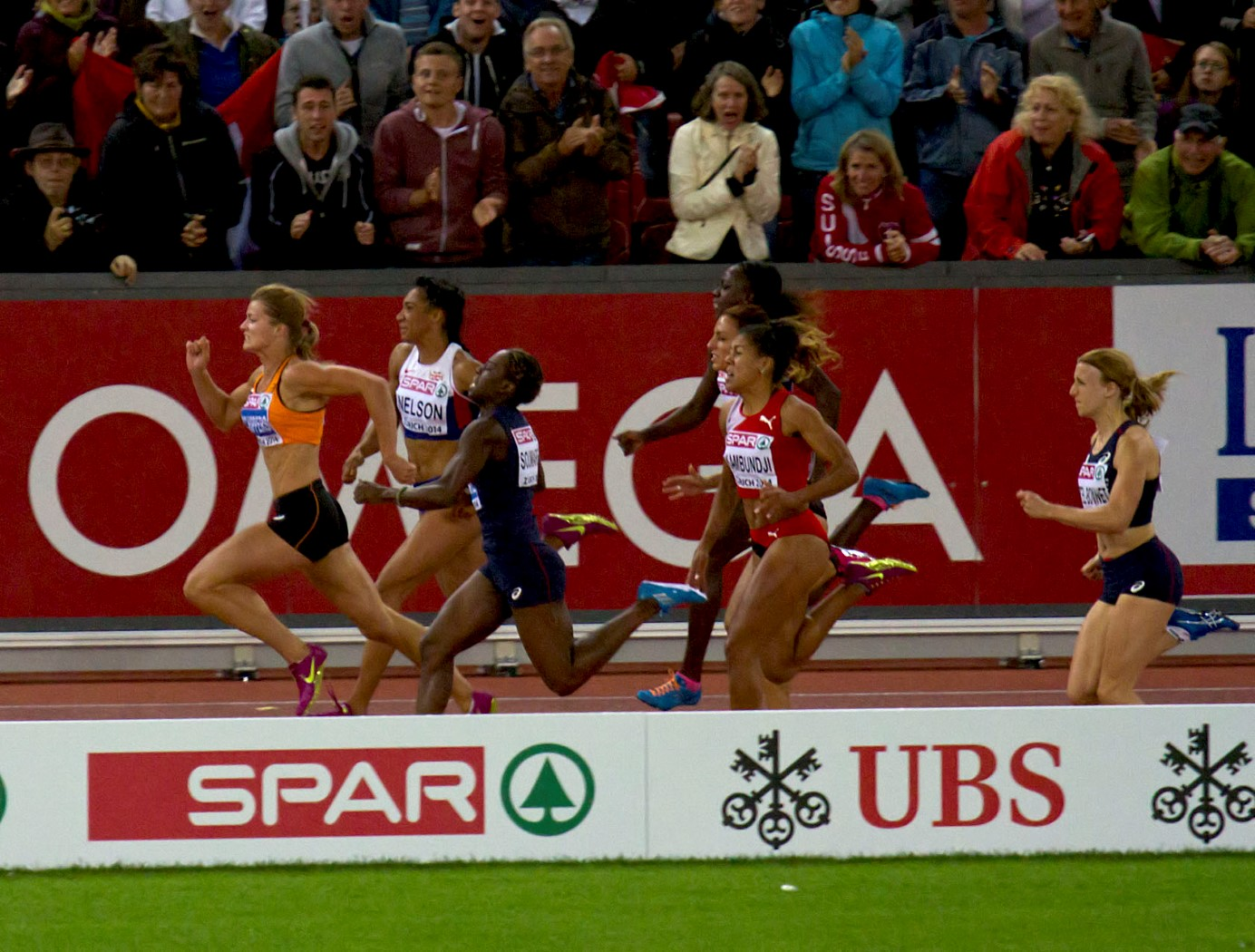
Das 100-Meter-Finale
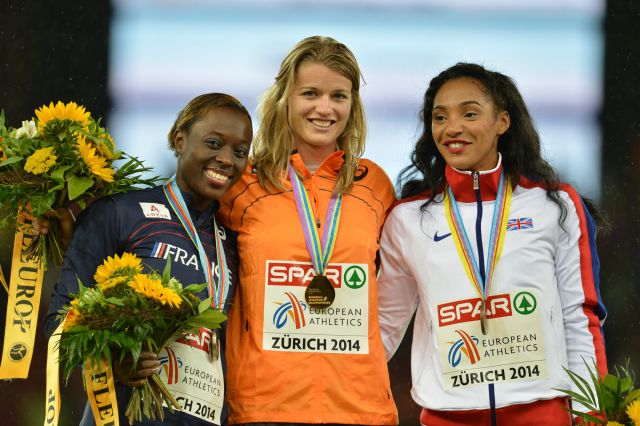
100-m-Siegerehrung

13. August 2014, 20:25 Uhr
Wind: −1,7 m/s
| Platz | Name                 | Nation         | Zeit (s) |
| ----- | -------------------- | -------------- | -------- |
| 1     | Dafne Schippers      | Niederlande    | 11,12    |
| 2     | Myriam Soumaré       | Frankreich     | 11,16    |
| 3     | Ashleigh Nelson      | Großbritannien | 11,22    |
| 4     | Mujinga Kambundji    | Schweiz        | 11,30    |
| 5     | Iwet Lalowa          | Bulgarien      | 11,33    |
| 6     | Céline Distel-Bonnet | Frankreich     | 11,38    |
| 7     | Desirèe Henry        | Großbritannien | 11,43    |
| 8     | Ayodelé Ikuesan      | Frankreich     | 11,54    |

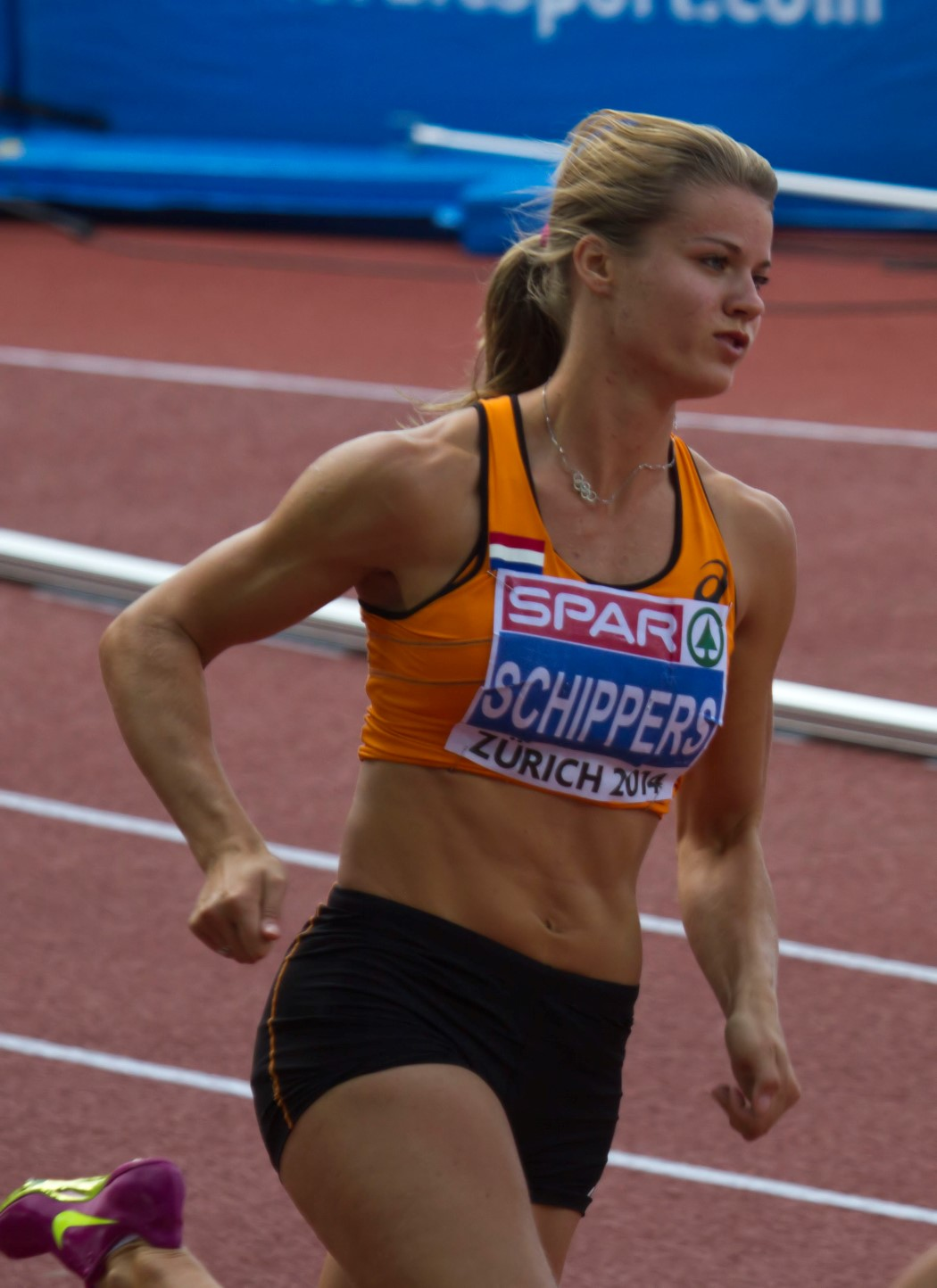
Dafne Schippers – Europameisterin nach erfolgreichem Umstieg vom Siebenkampf zum Sprint
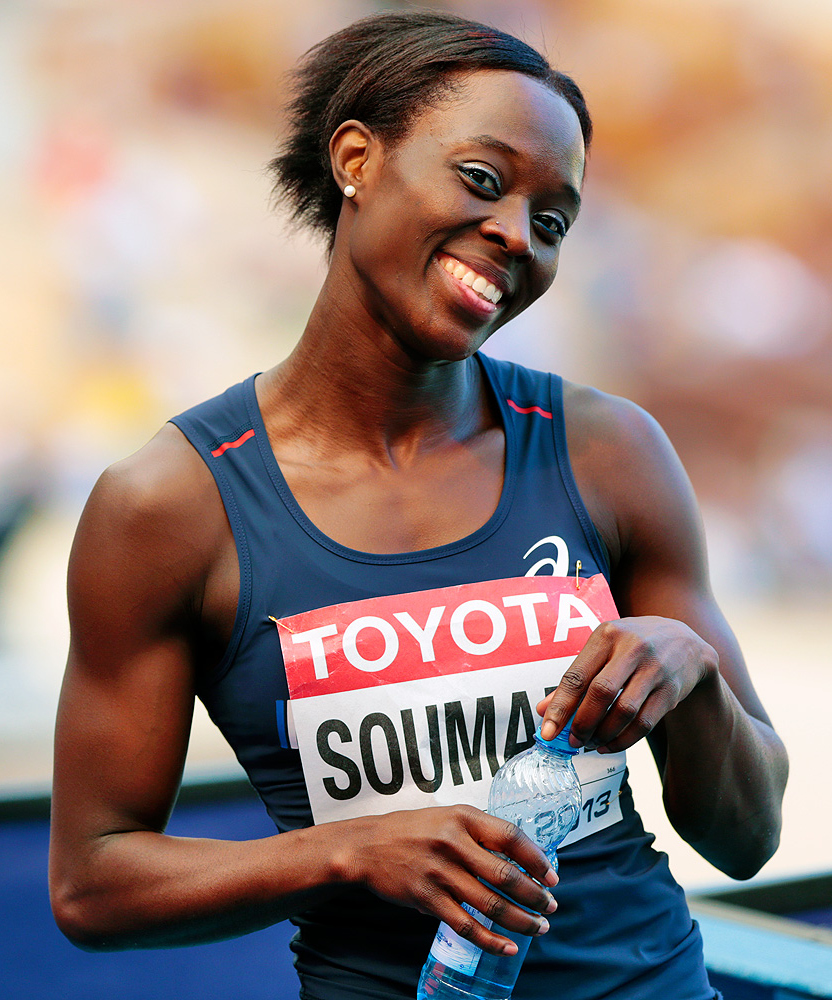
Myriam Soumaré, 2010 EM-Dritte, wurde Vizeeuropameisterin – sie war auch über 200 Meter sehr erfolgreich
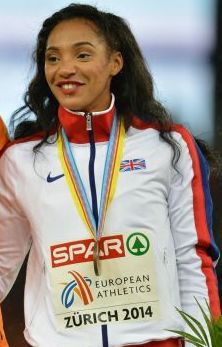
Bronzemedaillengewinnerin Ashleigh Nelson
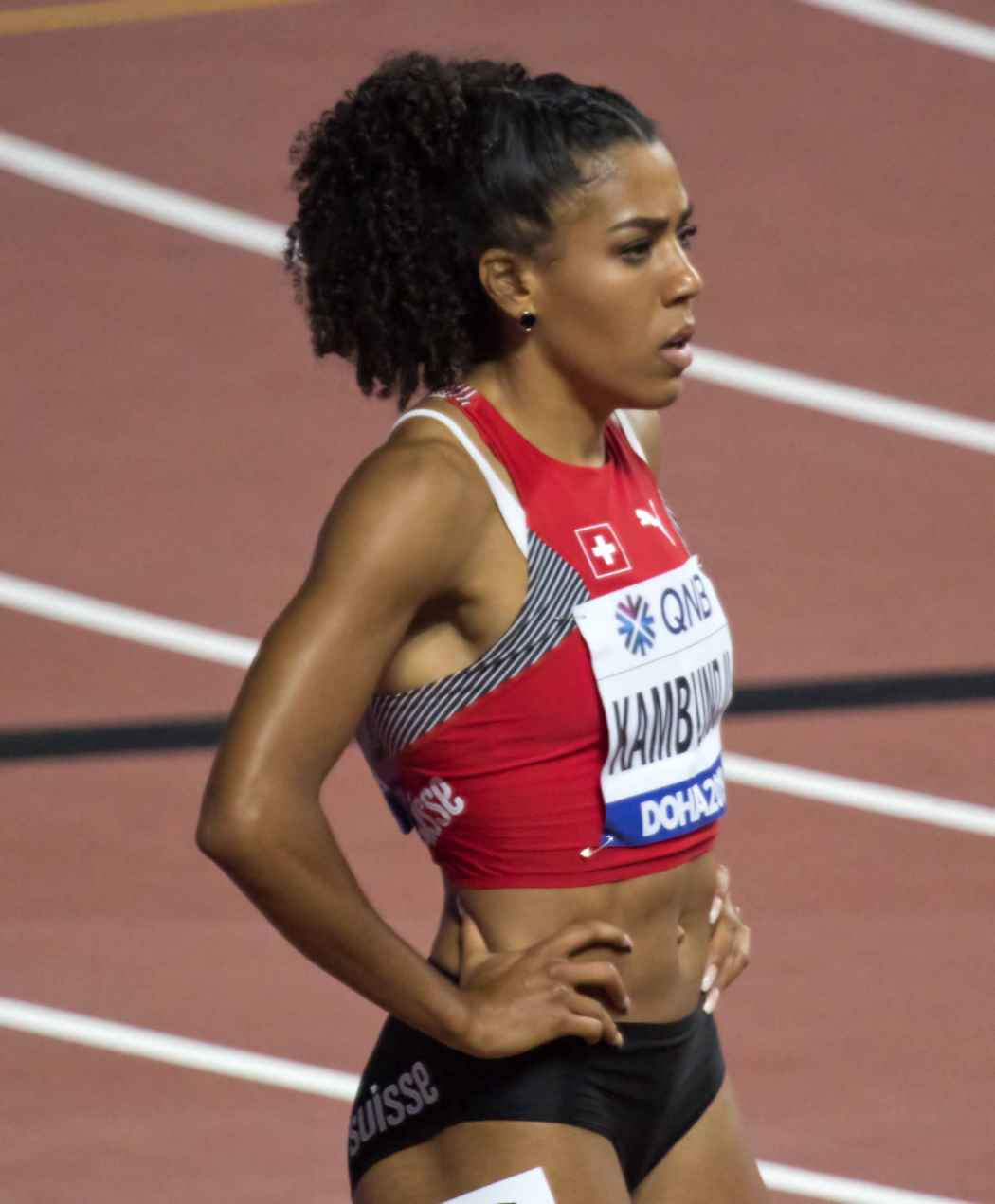
Nach zwei Landesrekorden im Vorlauf und Halbfinale wurde Mujinga Kambundji Vierte in diesem Finale

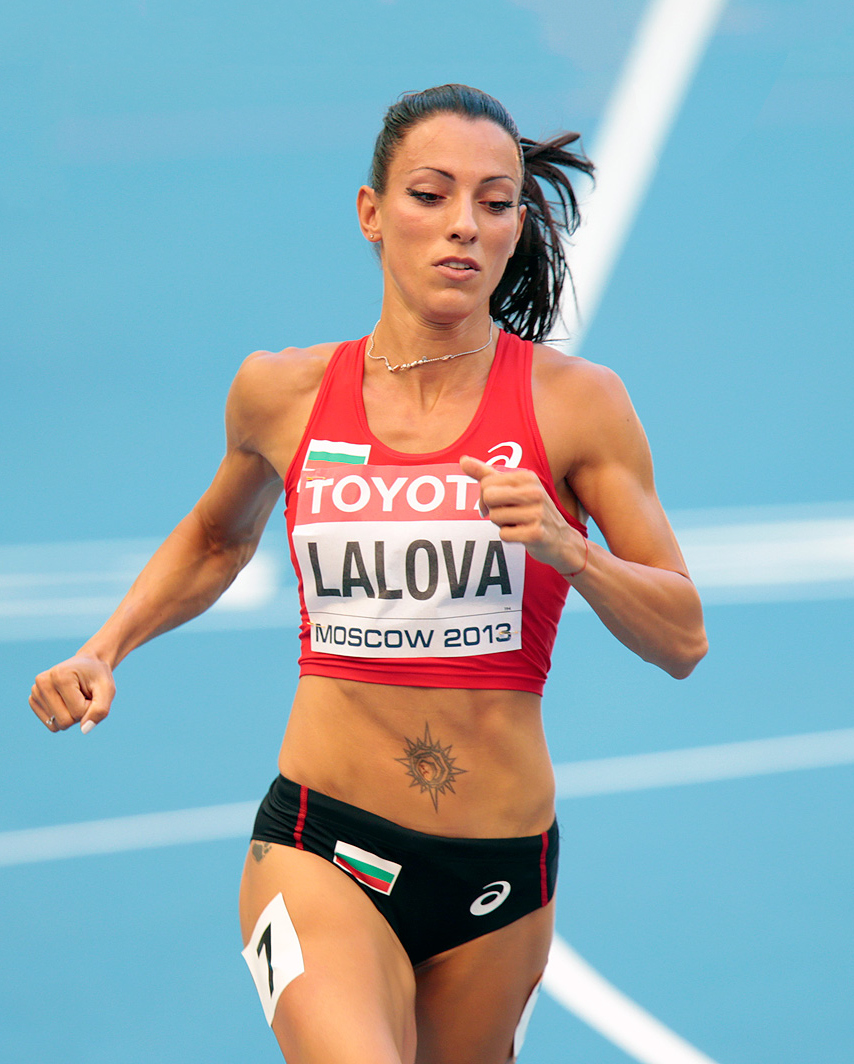
Titelverteidigerin Iwet Lalowa musste hier mit Rang fünf zufrieden sein
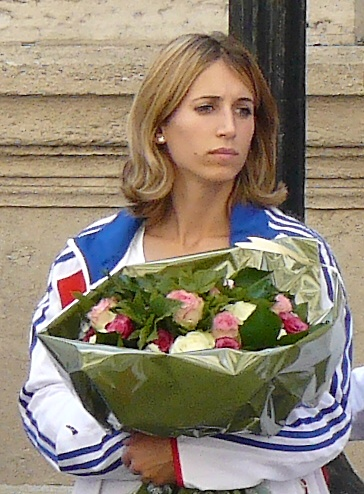
Céline Distel-Bonnet kam auf den sechsten Platz
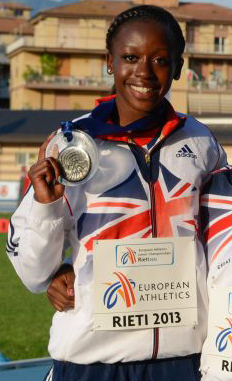
Desirèe Henry belegte Rang sieben
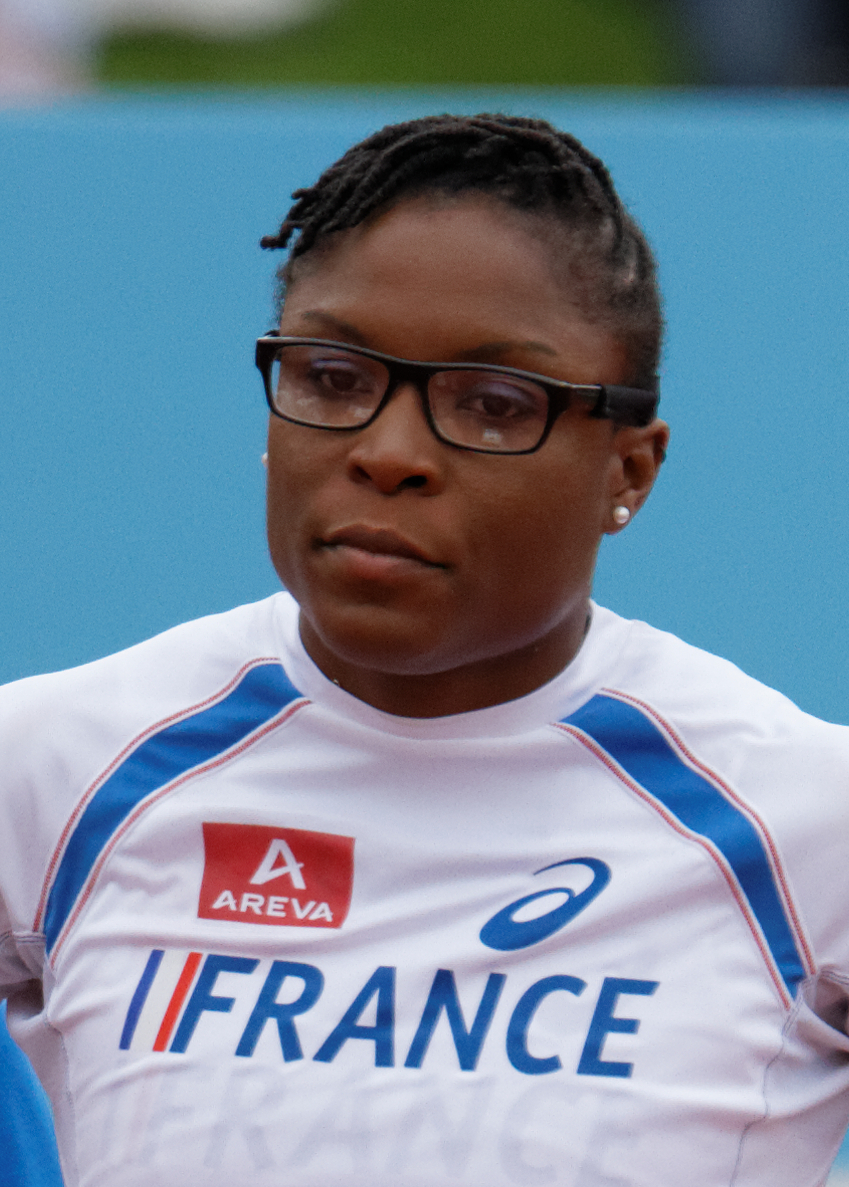
Rang acht für Ayodelé Ikuesan

## Videolink
- Dafne Schippers wins the Women's 100m European Athletics Championships 2014, european-athletics.com, abgerufen am 13. März 2023